# Quedius brevis
Quedius brevis es una especie de escarabajo del género Quedius, familia Staphylinidae. Fue descrita científicamente por Erichson en 1840.
Habita en Suecia, Noruega, Finlandia, Reino Unido, Austria, Países Bajos, Estonia, Alemania, Francia, Ucrania, Dinamarca, Italia, Polonia, Rusia, Bélgica y Lituania.